# سانتياغو (لاعب كرة قدم)
سانتياغو (بالبرتغالية: Petrony Santiago Barros‏) هو لاعب كرة قدم برازيلي في مركز الدفاع، ولد في 18 فبراير 1980 في Salinas, Minas Gerais ‏ في البرازيل. لعب مع أتلتيكو مينيرو وجمعية بورتوغيزا الرياضية ونادي أمريكا ونادي أولاريا أتلتيكو ونادي برازيليا ونادي دايجو ونادي فاسكو دا غاما ونادي فورتاليزا.

## وصلات خارجية
- سانتياغو (لاعب كرة قدم) على موقع دوري كوريا الجنوبية (الإنجليزية)
- سانتياغو (لاعب كرة قدم) على موقع قاعدة بيانات كرة القدم.إي يو (الإنجليزية)